# Tortula litorea
Tortula litorea är en bladmossart som beskrevs av Cardot in Cardot och Brotherus 1923. Tortula litorea ingår i släktet tussmossor, och familjen Pottiaceae. Inga underarter finns listade i Catalogue of Life.